# Viaducto de Nine Elms a Waterloo
El viaducto de Nine Elms a Waterloo (nombre original en inglés: Nine Elms to Waterloo Viaduct), situado en el sur de Londres, es un gran viaducto ferroviario construido con el estilo de la arquitectura victoriana. El viaducto Con una longitud de 2 millas (3,2 km), lleva la Línea Principal del Suroeste hasta la Estación de Waterloo. Inicialmente construido en 1848, el viaducto comienza en el este de Battersea, en el barrio de Nine Elms y con una estación intermedia en Vauxhall incorporada dentro del propio viaducto, termina en Waterloo. Consta de seis puentes de vigas de hierro, con un peso combinado de 800 toneladas largas (812,8 t), y más de 290 arcos (excluidos los que se encuentran debajo de la terminal del Puente de Waterloo). Las secciones de ladrillo del viaducto están compuestas por unos 80 millones de ladrillos. Está gestionado por Network Rail, que a su vez arrienda muchos de los espacios existentes bajo los arcos para su uso comercial, minorista e industrial.

## Historia

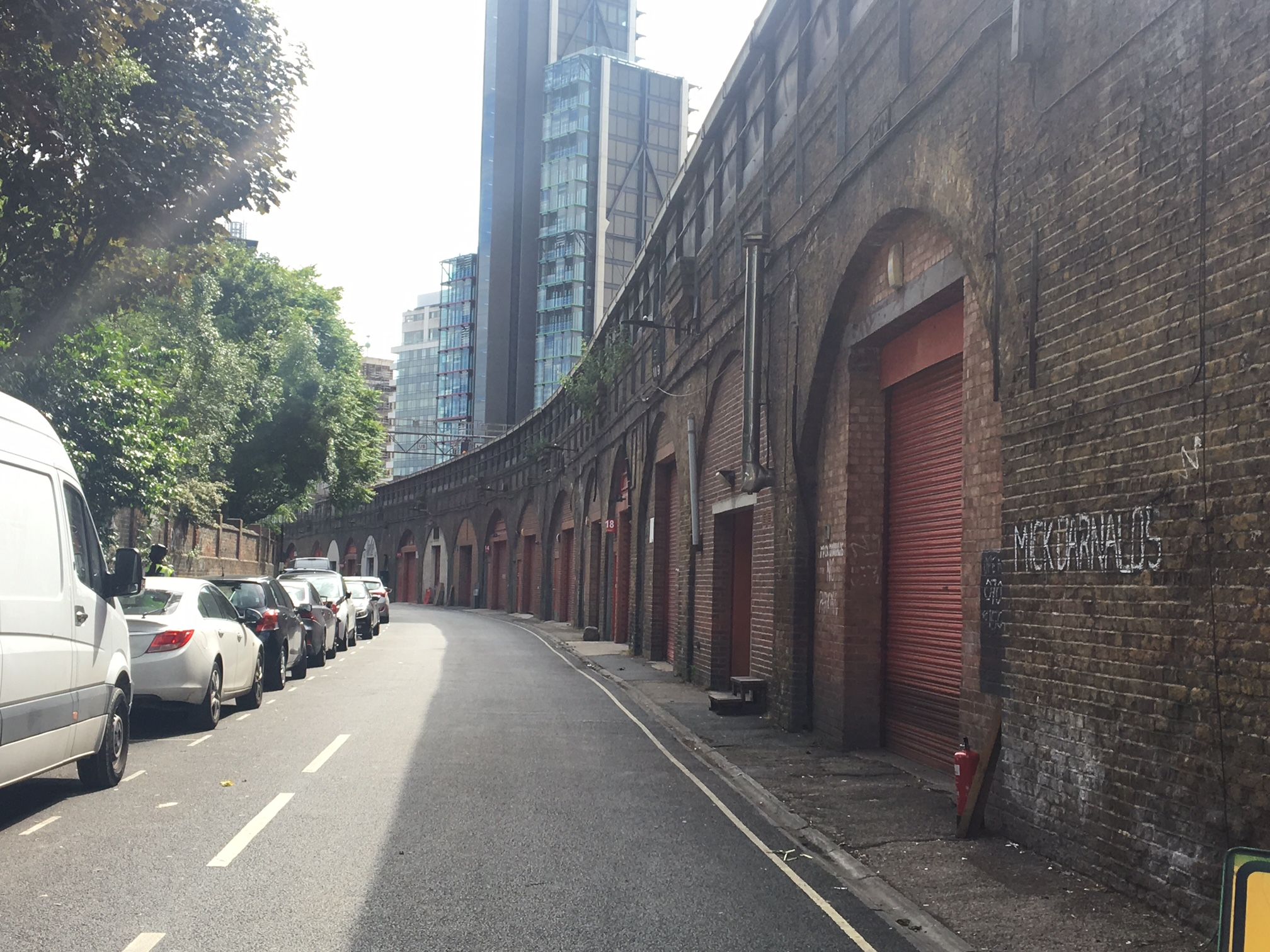
Visto aquí desde Salamanca Street en Lambeth, el viaducto se completó en 1848 para extender el Ferrocarril de Londres y del Suroeste desde Nine Elms hasta Waterloo

A mediados del siglo XIX, la terminal del Ferrocarril de Londres y del Suroeste original estaba ubicada en Nine Elms, en el extremo suroeste de lo que entonces era el límite urbano del Londres desarrollado. Para facilitar la entrada de mercancías y pasajeros al centro de Londres, el ferrocarril buscó una "Extensión metropolitana" desde Nine Elms hasta el Puente de Waterloo. Una extensión de cuatro vías fue autorizada por una Ley del Parlamento el 31 de julio de 1845, con una Ley complementaria de 1847 que habilitaba dos vías adicionales. El capital autorizado se estimó en 800.000 libras esterlinas. El trabajo se realizó bajo la dirección del ingeniero Joseph Locke.
Atravesando las antiguas parroquias de Battersea y Lambeth, se informó que la construcción supondría la demolición de unas 700 casas, lo que supuso la separación de las áreas de Vauxhall y Lambeth, creando una división artificial entre ambas zonas.
El paso por debajo del viaducto es posible a través de los muchos pasadizos construidos por debajo del viaducto para facilitar el acceso a nivel de la calle. Se informó que para la construcción del viaducto se demolieron una cristalería, una obra de ingeniería, las Reales Piscinas y una iglesia (la Iglesia de Todos los Santos). Sin embargo, el viaducto se diseñó para no afectar directamente a algunos hitos importantes en aquel momento, como los Jardines de Vauxhall y el Palacio de Lambeth, y por esta razón no sigue una ruta directa hacia Waterloo.
La apertura del viaducto y la línea estaba prevista para el 30 de junio de 1848, pero el Inspector de la Junta de Comercio no aprobó algunos de los puentes de gran luz situados en el extremo este, aunque su superior quedó satisfecho con las pruebas de carga posteriores, y la línea se abrió el 11 de julio de 1848. Se llevó a cabo una mayor ampliación del viaducto entre 1877 y 1868 y nuevamente a partir de 1898, cuando se completó un ferrocarril de ocho vías desde Waterloo hasta Clapham Junction (que tardó hasta 1910 en completarse en su totalidad).
Una sección de 70 m del antiguo parapeto del viaducto colapsó inesperadamente durante la realización de unos trabajos de ingeniería el día de Navidad de 2020.
En la década de 2020, se abrió un arco a través del viaducto como ruta peatonal formando parte de la Extensión de la Línea Norte a Battersea. El denominado 'Arch 42' permitirá un acceso más fácil a través del área de Nine Elms, así como también mejorará el acceso desde la estación de metro de Nine Elms a la Embajada de los Estados Unidos y sus jardines.

## Estaciones
El viaducto todavía contiene dos estaciones de ferrocarril: la primera es una estación intermedia en Vauxhall incorporada en su totalidad dentro del viaducto, y la segunda es la propia terminal en Waterloo. La estación de Nine Elms se eliminó cuando se produjo la apertura de la estación Waterloo.